# Éruption de tornades de l'Oklahoma du 3 mai 1999
L’Éruption de tornades de l'Oklahoma du 3 mai 1999 (1999 Oklahoma Tornado Outbreak), était la première étape d'une très sévère perturbation météorologique qui dura du 3 au 6 mai et provoqua de violents orages dans les États américains de l'Oklahoma, du Kansas, de l'Arkansas et du Tennessee. Le 3 mai, 66 tornades apparurent dans l'Oklahoma et le Kansas. La plus importante toucha d'abord le sud-ouest de Chickasha, Oklahoma, et prit de l'ampleur, devenant une tornade de niveau F5 sur l'échelle de Fujita avant de se dissiper au-dessus de Midwest City, toujours dans l'Oklahoma. Trente-six (36) personnes périrent durant le passage de cette tornade qui égala en sévérité l'éruption de tornades du dimanche des Rameaux de 1965 (en) (1965 Palm Sunday tornado outbreak). Avec un total de 66 tornades le même jour, ce fut l'épisode de tornades le plus important jamais connu en Oklahoma, un des plus destructeurs mais pas le plus meurtrier.

## Situation météorologique

Boucle des images du satellite météorologique (à locale) montrant les orages supercellulaires qui sont passés sur l’Oklahoma

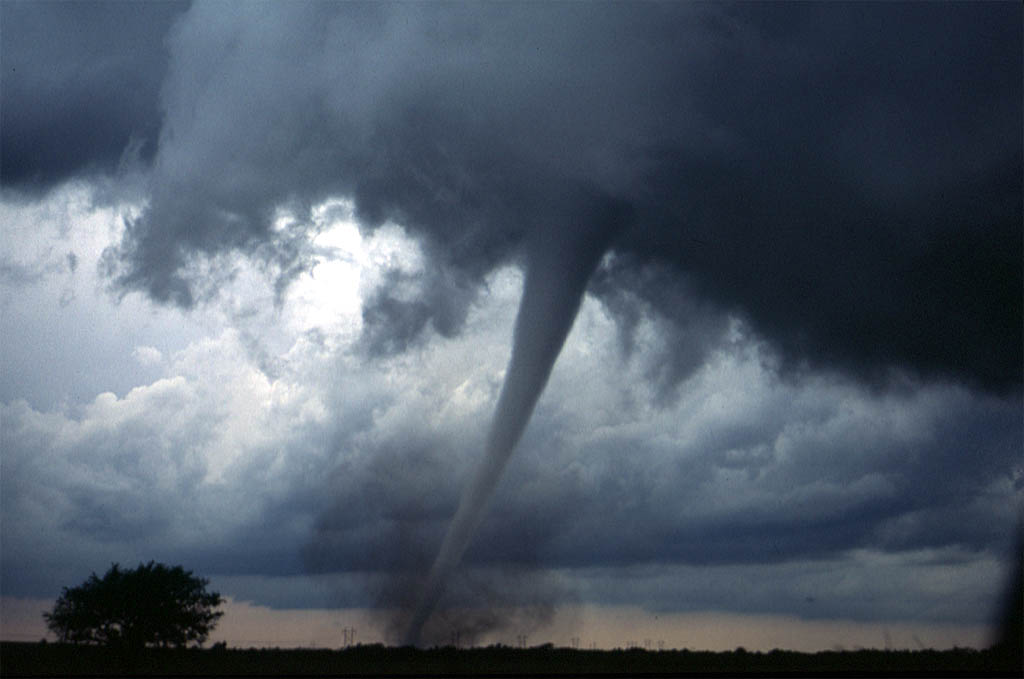
Une tornade près d'Anadarko le 3 mai 1999

Le matin du 3 mai 1999, le ciel était couvert de nuages bas nocturnes sur la plus grande partie de l’Oklahoma, sauf sur la portion près du Texas où se trouvait un front de point de rosée. L'humidité était très élevée pour la saison avec un point de rosée autour de 15 °C. Le soleil devait dissiper ces nuages et la journée s'annonçait ensoleillée, chaude et humide.
Durant la nuit, le Storm Prediction Center (Centre de prévision des orages violents) de Norman (Oklahoma) avait annoncé un léger risque de temps violent associé à des orages qui devaient se développer au cours de la journée sur l'Oklahoma, le Kansas et le nord du Texas. Cependant, la position exacte de la menace restait sujette à révision. Le bureau local du National Weather Service à Oklahoma City avait donc mis un risque d'orages violents dans sa discussion convective pour la journée, mentionnant la possibilité de grosse grêle, de rafales descendantes et de tornades, tout en alertant les observateurs volontaires de la région à se tenir aux aguets.
En fin de matinée, les observations de surface et d'altitude montraient que l'instabilité de la masse d'air était grande et l'approche du front de point de rosée était pour fournir un déclencheur aux orages. Les prévisions furent adaptées pour parler d'orages violents très probables alors que le SPC avait augmenté son risque à modéré sur la région.
À 13 heures locale, un sondage aérologique supplémentaire était fait pour suivre l'évolution de la masse d'air. Il montrait que l’Énergie Potentielle de Convection Disponible (EPCD) atteignait une valeur de près de 6 000 J/kg, soit un niveau exceptionnel, et que le cisaillement des vents avec l'altitude devenait très favorable à la génération de tornades sous les orages. À 15 h 49, le SPC augmenta son risque à "modéré" pour tout le sud des Grandes Plaines américaines et même à "fort" pour une partie de l'Oklahoma et du Kansas. La mention de fort risque dans les cartes du SPC est le plus souvent suivi de veilles et alertes d'orages violents, incluant la possibilité de tornades.
Sur la boucle des images du satellite météorologique à gauche, on peut voir que des cumulonimbus commencèrent à se développer vers 15 h dans le nord du Texas et qu'ils ont rapidement pris une forte extension verticale. Vers 17 h, ceux-ci montraient des sommets protubérant caractéristiques des orages supercellulaires et ils se dirigeaient vers Oklahoma City. Déjà à 16 h 47, le centre de prévision d’Oklahoma City avait lancé ses premières alertes de tornades. Il était évident, comme le montrent les photos satellitaires, qu’il y aurait non seulement des tornades isolées mais une éruption de tornades menaçant tout le centre de l’Oklahoma et une partie du Kansas. Les météorologues ont alors émis un bulletin spécial à la population. Les orages durèrent jusqu'en milieu de soirée, affectant tout le centre et l’est de l’Oklahoma :

## Impacts
| État      | Total | Comté        | Total par comté |
| --------- | ----- | ------------ | --------------- |
| Kansas    | 6     | Sedgwick     | 6               |
| Oklahoma  | 40    | Cleveland    | 11              |
| Oklahoma  | 40    | Grady        | 12              |
| Oklahoma  | 40    | Kingfisher   | 1               |
| Oklahoma  | 40    | Logan        | 1               |
| Oklahoma  | 40    | McClain      | 1               |
| Oklahoma  | 40    | Payne        | 1               |
| Oklahoma  | 40    | Pottawatomie | 1               |
| Oklahoma  | 40    | Oklahoma     | 12              |
| Tennessee | 3     | Perry        | 3               |
| Texas     | 1     | Titus        | 1               |
| Totaux    | 50    |              |                 |

L'intensité des dégâts et le nombre important de tornades de cette série la place parmi les plus dévastatrices de l'histoire américaine. Les tornades du 3 mai firent partie d'une séquence de trois jours de développement tornadique sur la région incluant l'Oklahoma, le Kansas, le Texas et même plus à l'est. Une tornade tua six personnes à Haysville (Kansas) le 3 mai, une autre tua une personne au Texas le 4 mai et des tornades en tuèrent quatre le 5 et le 6 mai au Tennessee. Le tableau ci-contre montre la répartition par État et comté des mortalités directement dues au passage des tornades. La plus importante a frappé la banlieue sud d'Oklahoma City, en particulier la ville de Moore. La majorité des pertes de vie provient de personnes tuées dans l'effondrement de leur demeure.
Cependant, on rapporta trois personnes mortes qui avaient pris refuge sous un viaduc. Depuis la diffusion d'un cas célèbre pris par des amateurs de chasse d'orages, où l'on voit ceux-ci prendre refuge sous un viaduc enjambant une autoroute, la population pense que c'est un endroit sûr en cas de tornade. Or cela n'est pas vrai car la différence de pression entre le tablier du viaduc et l'espace en dessous est suffisant pour aspirer la victime. Deux des victimes sont mortes lors du passage de la tornade de Moore sous un viaduc de l'autoroute 44 (Interstate 44) et une autre avec une tornade beaucoup moins importante dans le comté en Oklahoma. Plusieurs personnes ont également été blessées très sérieusement dans les mêmes circonstances.
Ci-dessous, une description des plus importantes tornades.
| Total | F0 (60–120 km/h) | F1 (120–180 km/h) | F2 (180–250 km/h) | F3 (250–330 km/h) | F4 (330–420 km/h) | F5 (420–510 km/h) |
| ----- | ---------------- | ----------------- | ----------------- | ----------------- | ----------------- | ----------------- |
| 66    | 33               | 12                | 10                | 7                 | 3                 | 1                 |

### F5 surBridge Creek–Moore

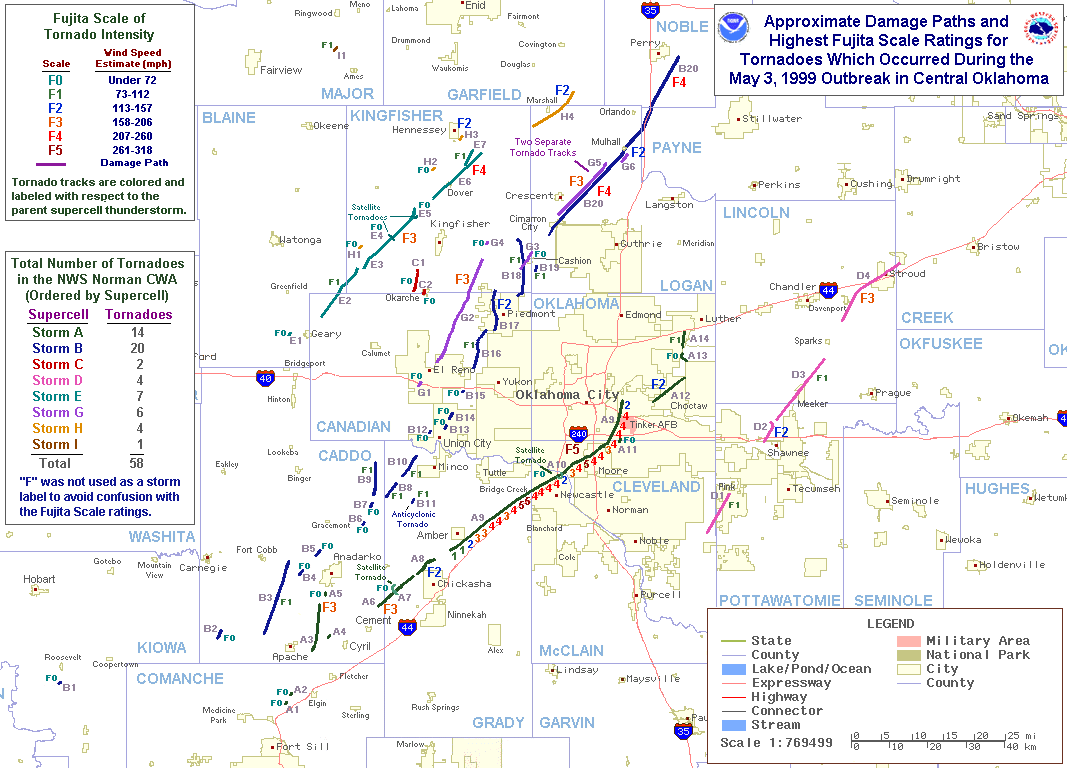
Trajectoire des tornades autour d'Oklahoma City avec leur intensité et, en arrière-plan, les comtés(Source: NOAA)

La plus forte tornade (trajectoire au centre de l'image de droite) a touché terre dans le secteur au sud-ouest de la communauté de Amber en Oklahoma puis s'est dirigée vers le nord-est parallèlement à l'autoroute 44 (Interstate 44), juste après le passage d'une autre tornade sur l'aéroport de Chickasha, OK, tout près. Il est parfois affirmé que les deux tornades étaient en fait la même mais, du point de vue des traces laissées, elles sont comptées comme distinctes. La tornade détruisit ensuite la communauté de Bridge Creek et traversa l'autoroute juste au nord de Newcastle. Elle traversa la rivière Canadian et entra dans la banlieue sud d'Oklahoma City.
À 18 h 54, un radar météorologique Doppler mobile (DOW: Wurman et al. 1997, Wurman 2001) a détecté des vents de 484 km/h ± 32 km/h,
dans le tourbillon près de Bridge Creek à une hauteur de 32 mètres au-dessus du sol (Wurman et al. 2007
). Le record précédent était de 414 à 431 km/h mesuré dans une tornade près de Red Rock (Oklahoma)(Bluestein et al. 1993).
Cependant, les vents au sol ont pu être plus faibles à cause de la friction.
La tornade entra ensuite dans la banlieue de Moore avec une force de F5 à l'échelle de Fujita, passa ensuite l'intersection du boulevard Shields et de l'autoroute 35 (Interstate 35) et retourna dans les limites d'Oklahoma City en traversant l'autoroute 240 (Interstate 240) près de l'avenue Bryant. Elle tourne vers le nord et frappe une partie de Del City et de la base aérienne Tinker Air Force Base près de la route Sooner. La tornade était alors descendue au niveau F4 et continuait de faiblir en passant sur Midwest City et finalement disparaître dans le nuage près de l'intersection de l'avenue Reno et Woodcrest Drive.

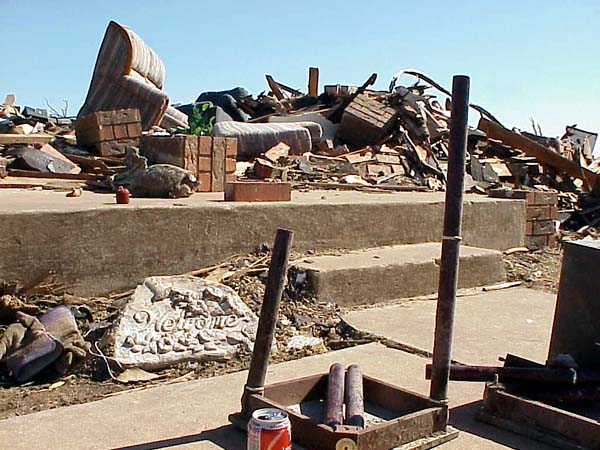
Maison détruite par la F5 passant sur Moore, Oklahoma

Les dommages s'élèvent à 1,1 milliard $US avec 10 500 édifices et quarante-sept commerces détruits ou fortement endommagés au passage de la tornade, ce qui la place au quatrième rang des plus coûteuses dans l'histoire américaine. C'est la plus meurtrière de la journée avec 36 personnes ayant perdu la vie (dans les comtés d'Oklahoma, Grady, Cleveland et McClain). C'est également le plus grand nombre de décès dus à une tornade depuis celle du 10 avril 1979 à Wichita Falls (Texas) qui fit 42 victimes. Cependant, les alertes météorologiques envoyées par le centre local du National Weather Service avec un bon préavis ont permis de sauver un grand nombre de personnes. Ces alertes ont été abondamment diffusées par les médias, dont les trois postes de télévision qui ont interrompu leurs programmation régulière pour présenter en direct l'évolution des orages.
Les vents extrêmes mesurés dans la tornade dépassaient même la limite supérieure pour la catégorie 5 de l'échelle de Fujita. Certains ont suggéré de la classer comme une F6, du jamais vu. En fait, l'échelle de Fujita est basée sur les dommages notés et la vitesse mentionnée n'est qu'une estimation des vents nécessaires pour les causer. L'échelle n'est donc pas basée sur des vents mesurés lors de l'événement et la dévastation totale survenant au passage d'une F5 rend difficile la description de ce que seraient les dommages dus à une tornade F6.

### Autres tornades

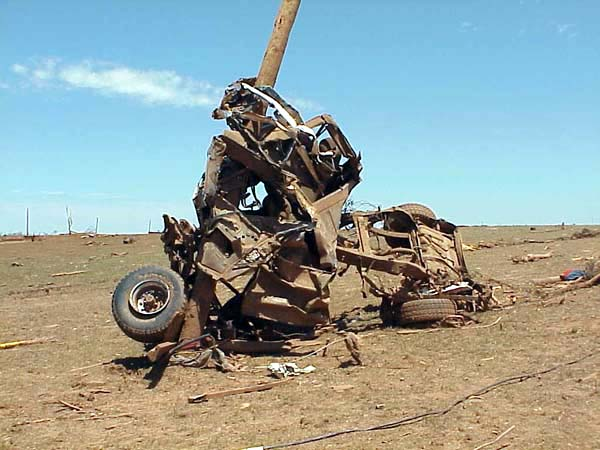
Le châssis d'un camion enroulé à un poteau en Oklahoma

En plus de la F5 de Moore, plusieurs F3 et F4 ont frappé la région. On note entre autres, une F3 qui a frappé la ville de Stroud sur l'autoroute 44, entre Oklahoma City et Tulsa, détruisant le centre d'achat Tanger Outlet Mall qui ne fut pas reconstruit.
Une F4 détruisit la plus grande partie de la ville de Mulhall, au nord de Guthrie, et abattit son château d'eau. Elle avait une largeur de plus de 1,5 kilomètre par endroits. Selon le chasseur d'orages Roger Edwards, elle aurait été aussi, sinon plus, violente que celle de Moore. Un radar mobile Doppler a observé cette tornade au passage sur la ville et il a noté le plus large diamètre de circulation jamais vu, soit 1 600 mètres entre le pic des vitesses s'éloignant du radar et celui s'en approchant. La zone de vent de plus de 43 m/s (environ 160 km/h) avait un diamètre d'environ 7 km(). Le radar a également noté de multiples centres de rotations avec plusieurs d'entre eux ayant des vents jusqu'à 185 km/h, le tout tournant autour de la tornade principale. La structure tridimensionnelle a été étudiée par Lee et Wurman en 2005.
L'une des dernières tornades de la série a évité de justesse les studios du poste KTUL-TV, un affilié de ABC, situé à Turkey Mountain, quelques kilomètres à l'ouest de Tulsa. Elle y est passée vers 00:15 le 4 mai et le chef météorologiste de la station, Travis Meyer, a ordonné au personnel d'aller aux abris tout en continuant de rester en ondes lui-même. Heureusement pour lui, la tornade faiblit avant d'atteindre la station.

### Dégâts estimés
La liste suivante est une liste des maisons et locaux détruits ou endommagés par les tornades de cet événement (Source: National Weather Service):
| Comtés d'Oklahoma et de Cleveland |       | Autres comtés                    |     |
| --------------------------------- | ----- | -------------------------------- | --- |
| Maisons détruites                 | 1 780 | Maisons détruites                | 534 |
| Maisons endommagées               | 6 550 | Maisons endommagées              | 878 |
| Locaux professionnels détruits    | 85    | Locaux professionnels détruits   | 79  |
| Locaux professionnels endommagés  | 42    | Locaux professionnels endommagés | 54  |
| Églises détruites                 | 3     | Églises détruites                | 2   |
| Bâtiments publics détruits        | 4     | Bâtiments publics endommagés     | 7   |
| Appartements détruits             | 473   | Appartements endommagés          | 568 |

### Source
- (en) Cet article est partiellement ou en totalité issu de l’article de Wikipédia en anglais intitulé « Oklahoma Tornado Outbreak » (voir la liste des auteurs).